# Białaczka włochatokomórkowa
Białaczka włochatokomórkowa – rzadka postać nowotworu hematologicznego, charakteryzująca się akumulacją nieprawidłowych limfocytów B. Zazwyczaj jest klasyfikowana jako podtyp przewlekłej białaczki limfatycznej. Pierwszy człon nazwy wywodzi się od białawego koloru próbki krwi chorego na ostrą białaczkę. Drugi człon nazwy jest związany z tym, iż – z powodu części wystających promieniście z powierzchni – nieprawidłowe limfocyty B wyglądają „włochato” pod mikroskopem, natomiast infiltracja szpiku kostnego i śledziony ma charakter rozproszony. W białaczce włochatokomórkowej „włochate komórki” (nowotworowe limfocyty B) gromadzą się w szpiku kostnym, zakłócając wytwarzanie normalnych białych ciałek krwi, czerwonych krwinek i płytek krwi. W konsekwencji u osób dotkniętych chorobą obserwuje się zwiększoną liczbę infekcji związanych z małą liczbą białych krwinek, anemię i zmęczenie spowodowane brakiem czerwonych krwinek, jak również częste krwawienie ze względu na niską liczbę płytek krwi.

## Rys historyczny
Białaczka włochatokomórkowa została po raz pierwszy opisana w 1920 roku, przy czym do jej oznaczenia stosowano różne nazwy: białaczka histiocytyczna, białaczkowa reticuloendotheliosis, mielofibroza limfatyczna. Szerzej scharakteryzowana została dopiero w 1958 roku przez Berthę A. Bouroncle, Bruce'a K. Wisemana oraz Charlesa A. Doana, którzy opisali ją jako unikalną jednostkę chorobową z wyraźną charakterystyką cech histopatologicznych i klinicznych. Na podstawie obserwacji mikroskopowej cytoplazmatycznych wypustów przypominających włoski amerykańscy badacze, Robert Schrek i William J. Donnelly, w 1966 roku zaproponowali na oznaczenie tego podtypu białaczki termin „włochatokomórkowa” (ang. hairy cell).

## Epidemiologia
Ocenia się, że częstość występowania tej postaci białaczki oscyluje wokół 2% wszystkich białaczek. Dotyczy ona około 600 nowych przypadków diagnozowanych co roku w Stanach Zjednoczonych oraz około 1400 przypadków w Europie. Zapadalność w Europie Zachodniej i Ameryce Północnej szacuje się na 1 przypadek na 3 mln osób rocznie. Mediana wieku przy rozpoznaniu to 55 lat, przy czym choroba występuje 5-krotnie częściej u mężczyzn niż u kobiet.

## Podział białaczek (kategoryzacja białaczki włochatokomórkowej)
- Białaczka szpikowa
  - ostra białaczka szpikowa (AML)
    - ostra białaczka promielocytowa

  - przewlekła białaczka szpikowa (CML)
- białaczka limfoblastyczna
  - ostra białaczka limfoblastyczna (ALL)
  - przewlekła białaczka limfatyczna (CLL)
    - Białaczka włochatokomórkowa (HCL)

## Przyczyny i czynniki ryzyka
Przyczyny występowania białaczek, w tym białaczki włochatokomórkowej, nie są dokładnie znane. Zaobserwowano związek występowania białaczki z ekspozycją na promieniowanie i na działanie toksycznych środków chemicznych, takich jak: benzen (powszechny w rolnictwie, produkcji farb i barwników) i Agent Orange (herbicyd stosowany w czasie wojny w Wietnamie). 23 stycznia 2003 roku amerykański Institute of Medicine (IOM) ogłosił piątą z kolei wersję raportu pod tytułem „Veterans and Agent Orange”. Wskazał w nim, iż jest „wystarczająco udokumentowany związek” pomiędzy ekspozycją na herbicydy i późniejszym rozwojem przewlekłych białaczek limfatycznych typu-B (w tym HCL) i ogólnie chłoniaków. Powstanie raportu było związane z chęcią wykluczenia bądź potwierdzenia związku ekspozycji na herbicydy, w tym Agent Orange, z zachorowalnością na różne choroby. Zapytanie w tej sprawie skierował Departament Spraw Weteranów Stanów Zjednoczonych (ang United States Department of Veterans Affairs). Miało ono związek ze złą kondycją zdrowotną wielu weteranów służących niegdyś w Wietnamie, którzy mieli wówczas kontakt z herbicydami.
Przyjmuje się, że następujące czynniki zwiększają prawdopodobieństwo rozwinięcia się przewlekłej białaczki limfatycznej (CLL), w tym białaczki włochatokomórkowej (HCL):
- wiek: średni lub starszy (zwiększone prawdopodobieństwo występowania szczególnie w starszym wieku[2]);
- płeć: mężczyzna;
- rasa: biała;
- przewlekła białaczka limfatyczna lub rak układu limfatycznego obserwowane w historii rodzinnej;
- osoba mające krewnych, którymi są Żydzi wschodnioeuropejscy;
- ekspozycja na Agent Orange.

## Objawy kliniczne i rozpoznanie

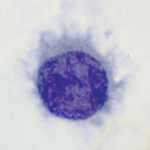
"Kosmaty" limfocyt B w krwi obwodowej

Choroba rozwija się podstępnie, często bezobjawowo. Ujawnia się powikłaniami w zakresie funkcjonowania wszystkich układów organizmu – są one w sposób bezpośredni związane z uszkodzeniem funkcji krwiotwórczej. Występują częstsze infekcje, których przyczyną jest wyparcie prawidłowo funkcjonujących leukocytów. W konsekwencji powoduje to narastanie osłabienia wynikającego ze zwiększającej się niedokrwistości, jak również pojawiają się krwawienia związane z małopłytkowością. Powikłania z tym związane często stanowią zagrożenie dla życia chorego. Do często występujących objawów należą również: niewytłumaczalny ubytek masy ciała, zmęczenie, zmniejszenie tolerancji wysiłku i anemia, objawiająca się bladością powłok skórnych. Pacjenci skarżą się nierzadko na bezbolesny obrzęk szyi, brzucha, pachwin, krocza. Nowotworowe komórki mogą gromadzić się w śledzionie i spowodować jej opuchnięcie (splenomegalia). Obserwowany jest wówczas objaw w postaci uczucia sytości, nawet w przypadku spożycia niewielkiego posiłku.
W badaniu mikroskopowym obserwuje się istnienie zmienionych (nowotworowych) limfocytów B, które – z powodu ich części promieniście wystających z powierzchni – sprawiają wrażenie „włochatych”.

## Leczenie
Głównym sposobem leczenia jest zazwyczaj chemioterapia, jednakże w związku z tym, iż białaczka włochatokomórkowa (która stanowi podtyp przewlekłej białaczki limfatycznej) charakteryzuje się wolnym rozwojem, nie każdy pacjent wymaga natychmiastowego leczenia. 
Decydując o jego planie jest brany pod uwagę etap rozwoju choroby oraz inne czynniki prognostyczne, takie jak występowanie objawów, wiek, ogólny stanu zdrowia, jak również prawdopodobieństwo korzyści i skutków ubocznych leczenia. Przyjmuje się, że około 10% pacjentów nigdy nie będzie wymagało leczenia. Jest ono zazwyczaj włączane, gdy objawy choroby przeszkadzają w codziennym życiu pacjenta lub jeśli liczba białych krwinek i płytek krwi spada do niebezpiecznie niskiego poziomu - przykładowo bezwzględna liczba neutrofili wynosi poniżej tysiąca komórek na mikrolitr (1,0 K / μL).
Na przestrzeni wielu dziesięcioleci następowała ewolucja w podejściu do leczenia tego podtypu białaczki. Związana ona była ze stosowaniem coraz to nowych substancji leczniczych o zwiększającej się skuteczności. Początkowo stosowano częściowe lub całkowite usunięcie śledziony (splenektomię) i leczenie rekombinowanym interferonem alfa (naturalnie powstający interferon alfa wytwarzany jest w leukocytach). Obecnie splenektomia wykonywana jest rzadziej, przy czym wskazuje się, iż jej przeprowadzenie można rozważyć u kobiet w ciąży. 
Obecnie standardowym postępowaniem w leczeniu pierwszego rzutu białaczki włochatokomórkowej jest stosowanie analogów purynowych, takich jak kladrybina i pentostatyna. Pierwszy z wymienionych leków jest dużo częściej stosowany z uwagi na łatwiejsze dawkowanie i lepszy profil bezpieczeństwa w porównaniu z pentostatyną. Najgroźniejszym objawem niepożądanym, z którym może wystąpić w przypadku leczenia analogami purynowymi, jest supresja szpiku kostnego (zmniejszenie liczby komórek szpiku kostnego).
Działanie obydwu wymienionych leków polega na indukcji apoptozy komórek białaczkowych poprzez zaburzenie ich metabolizmu na skutek zahamowania syntezy DNA.
Nawroty choroby po leczeniu analogami puryn obserwuje się zazwyczaj po wielu latach od jego zakończenia. Pojawiają się one
w 48% przypadków po 10 latach remisji. W związku z zagrożeniem, iż po skutecznym powtórzeniu takiego samego leczenia
po wznowie okres remisji będzie krótszy niż 3 lata, zaleca się zmianę leku (na inny analog purynowy). Wymienia się fludarabinę, klofarabinę oraz nelarabinę. Obiecujące wyniki przynosi również zastosowanie rytuksymabu, szczególnie w połączeniu z kladrybiną.
W połowie stycznia 2014 roku „The New England Journal of Medicine” poinformował, iż zespół naukowców z University of Leicester dokonał odkrycia kluczowego z punktu widzenia leczenia białaczki włochatokomórkowej. W świetle przeprowadzonych badań okazało się bowiem, iż Vemurafenib – inhibitor onkogenu BRAF, zaangażowanego w transformację nowotworową, zatwierdzony do leczenia zaawansowanego czerniaka – jest skuteczny również w zwalczaniu białaczki włochatokomórkowej. Doustne przyjmowanie odpowiednio dobranych dawek leku pozwala na całkowite pozbycie się komórek nowotworowych z organizmu pacjenta. Rok wcześniej (8 stycznia 2013) o skutecznej terapii Vemurafenibem poinformowała „Haematologica”. Inna grupa naukowców informowała wówczas o bardzo obiecujących wynikach leczenia (pozytywna odpowiedź na leczenie była bardzo krótka i wyniosła maksymalnie 21 dni), wskazując jednocześnie, iż konieczne są dodatkowe przypadki w celu potwierdzenia skuteczności leczenia białaczki włochatokomórkowej za pomocą Vemurafenibu.